# James Garvey
James Garvey (né en 1967) est un philosophe américain vivant en Grande-Bretagne. 

## Carrière
Il est Secrétaire au Royal Institute of Philosophy, un organisme de bienfaisance éducatif qui soutient la philosophie à l'intérieur et à l'extérieur de l'académie. Il est par ailleurs rédacteur en chef de The Philosophers'Magazine, un trimestriel qui vise à publier une philosophie lisible et accessible. Avec Jeremy Stangroom, il édite Think Now, une série de livres sur la philosophie sociale et politique. Il est un contributeur régulier du journal The Guardian, commentant la moralité et le changement climatique, arguant que les nations développées ont une obligation morale d'agir. Il est titulaire d'un doctorat en philosophie de l'University College de Londres. 
Dans son ouvrage L'éthique du changement climatique, il décrit la nécessité d'une éthique, examine la force des preuves du réchauffement climatique et analyse diverses réponses politiques possibles. Il fait valoir que le fait de prendre des mesures drastiques pour freiner le réchauffement climatique serait mauvais pour l'économie, équivaudrait à «nuire aux gens en leur faisant perdre de l'argent», et donne des raisons pour une action individuelle contre le changement climatique. 
Il a une ceinture noire (4e dan) de Ju-jitsu et est entraîneur du Club de Jiu Jitsu de l'University College de Londres, où il détient un record avec 13 championnats nationaux remportés.

## Publications
- The Great Philosophers, 2005 (Avec Jeremy Stangroom)
- Vingt grands livres de philosophie, 2006.
- L'éthique des changements climatiques, 2008.
- The Continuum Companion to Philosophy of Mind, 2011.
- L'histoire de la philosophie: une histoire de la pensée occidentale, 2012. (Avec Jeremy Stangroom)
- The Persuaders: L'industrie cachée qui veut changer d'avis, 2016.